# Der Name der Leute
Der französische Spielfilm Der Name der Leute ist eine Liebeskomödie und Gesellschaftssatire aus dem Jahr 2010. In den Hauptrollen spielen Jacques Gamblin und Sara Forestier. Regisseur Michel Leclerc und seine Lebenspartnerin Baya Kasmi ließen ins gemeinsam verfasste Drehbuch teilweise autobiografische Aspekte einfließen. Sie thematisieren Fragen der kulturellen Identität im von Zuwanderung und historischen Lasten geprägten Land. Nachdem der Film am 13. Mai 2010 bei den Filmfestspielen von Cannes aufgeführt worden war, kam er in Frankreich am 10. Juli 2010 in die Kinos und erreichte dort über acht Millionen Eintritte. In Deutschland lief er am 14. April 2011 an. Bei der César-Verleihung 2011 wurde der Film für das Beste Originaldrehbuch und für die Beste Hauptdarstellerin ausgezeichnet. Zudem war er als Bester Film und für den Besten Hauptdarsteller nominiert.

## Handlung
Die junge Bahia, forsch und spontan, ist die Tochter einer aktivistischen Linken und eines ehemals illegal eingewanderten Algeriers. Sie trägt ihren Namen, der oft für brasilianisch gehalten wird, mit Stolz und kämpft gegen alles, was für sie rechts ist. Arthur Martin ist ein nüchterner und sachlicher Beamter, der für den Seuchenschutz arbeitet und gegen die Vogelgrippe kämpft. Als er in einer Radiosendung vor möglichen Gefahren warnt, dringt sie unbefugt in den Senderaum ein und bezichtigt ihn, Angstgefühle zu schüren, die sich gegen Immigranten richten könnten.
Auch Arthur hat einen ungewöhnlichen familiären Hintergrund. Seine Mutter ist die Tochter von in den 1930er Jahren eingewanderten griechischen Juden, die während des Weltkriegs deportiert wurden, wohingegen sie dank neuer Identität überleben konnte. Sie sucht die Sicherheit eines unauffälligen Lebens; am Familientisch sind der Holocaust und das Schicksal ihrer Eltern ein Tabu, so dass Arthur keine Einzelheiten darüber erfährt. Überhaupt meidet man Gefühlsäußerungen, bis auf eine leise Begeisterung für die neusten technischen Geräte. Deshalb haben sie den Vornamen ihres Sohnes in Anlehnung an den Küchengerätehersteller Arthur Martin gewählt. Anders als von Bahia anfänglich eingeschätzt, steht Arthur politisch nicht rechts. Er wählt links und schätzt den ehemaligen Premierminister Lionel Jospin für dessen Prinzip der Vorsicht. Bahia hingegen bewundert wie ihre Mutter Randgruppen und verachtet alles, was für das traditionelle Frankreich steht. Getreu dem Hippie-Motto Make love, not war versucht sie, durch Sex Rechtskonservative in Linke zu verwandeln und sammelt ihre Missionierungserfolge in einem Buch. Bahia und Arthur werden zum Paar. Zunächst verrät Arthur ihr nichts über die Herkunft seiner Mutter. Erst durch Zufall erfährt Bahia davon und ist begeistert. Ihre Beziehung vertieft sich zu Liebe. Als sie Arthurs Eltern zum Essen einladen, fällt es Bahia schwer, das Tabuthema Judenverfolgung zu umschiffen. Schließlich flüstert sie Arthurs Mutter zu, sich zu öffnen und über ihr Trauma zu reden. Das führt aber zur Hospitalisierung der Mutter, bald auch zu ihrem Suizid. Arthur gibt Bahias aufwühlender Art die Schuld und trennt sich von ihr. Bei erfolglosen Treffen mit anderen Frauen wird ihm aber klar, wie sehr er noch immer von ihr fasziniert ist. Er sucht sie wieder auf, sie bekommen zusammen ein Kind und heiraten.

## Kritik
Rüdiger Suchsland rezensierte den Film in der Frankfurter Allgemeinen Zeitung (und leicht umformuliert im film-dienst). Seit drei Jahrzehnten dominiere in den öffentlichen Debatten Frankreichs eine „Politik der Identität“, bei der entscheidend sei, „welcher ethnischen, nationalen, religiösen, politischen Gruppe, welcher Erinnerungsgemeinschaft einer angehört und welches Geschlecht er hat“. Darüber trete das Individuum mit seinen persönlichen Entscheidungen in den Hintergrund. Im Film gehe es um die „Freiheit zur Selbstbestimmung und um den Respekt vor ihr“, so wolle Arthur ausdrücklich kein Jude sein. „Es sind die anderen, die einen zum Gruppenangehörigen machen. Der Kampf um Anerkennung ist immer einer um Subjektivität.“ Diese Fragen schaffe der Film  „in ungemein gelassener Form aufzuwerfen, ohne sie zu banalisieren“. Laut Alexandra Stäheli von der Neuen Zürcher Zeitung kommentiere Leclerc „die Reiz-Reaktionsschemata des offiziellen Frankreich bei Themen wie der Shoah so genüsslich wie bissig.“ Ursprünglich als Aufklärung gedacht, seien diese Fragen dort bald von den Medien eingenommen worden, „so dass die öffentliche Wahrnehmung plötzlich wie ein Aasgeier der Betroffenheit über den Leichen der Geschichte kreist und die Würde der Opfer ein zweites Mal fleddert“. Über den Glauben, Menschen anhand ihres Namens einordnen zu können, mache sich Leclerc „herzhaft, charmant, mit ein wenig Gift und viel Esprit lustig.“
Weitere Kritiker meinten, der Film mache nie einen Hehl aus seiner Mission, einem „flammendem Plädoyer für Multikulti und Toleranz“, und gebe der abgedroschenen Botschaft früheres Flair zurück. Zwar habe der Film eine „Weltverbesserungsbotschaft, aber so elegant in absurden Witz, Charme und Anarchie gewickelt, dass sie einem nicht auf die Nerven geht.“ Der epd-Film-Kritikerin Claudia Lennsen missfiel jedoch, die „Thesenkomödie“ ziele darauf ab, mittels „forciertem bitteren Witz“ die Wahrnehmung des Integrationsproblems zu beeinflussen. Der Film ersetze alte Klischees durch neue und feiere die ethnisch durchmischte Gesellschaft. „Der liberale Blick auf die Fallstricke selbstverordneter Assimilation verschiebt die realen sozialen Konflikte in die dralle Situationskomik eines Psycho-Wohlfühlkinos.“
Über die junge Bahia hieß es, sie sei eine der bemerkenswertesten Figuren im Kino der letzten Jahre, trotz ihrer störrischen Art müsse man sie einfach lieben, oder sei „auf eine poetische Art hysterisch“. Ihr Denken repräsentiere „60er-, 70er-Jahre-Marxismus im weitesten Sinne: Bemerken, wie alles zusammenhängt, vor allem das Nichtzusammenhängende. Erkenntnis in lauter Formatfehlern.“ Die Komödie gerate skurril, nur manchmal gleite sie ins Alberne ab. Andere fanden das Bemühen des Films um Originalität manchmal überzogen, oder Bahia in ihrer Exzentrik beinahe unglaubwürdig.
Darüber hinaus war Der Name der Leute laut Suchsland „ein schöner Liebesfilm, der die Liebe ernst genug nimmt, um ihre komischen Seiten nicht zu verleugnen.“ Und eine Komödie, „direkt, ohne vulgär zu werden, die Charme und Klugheit auf eine Weise mischt, wie das wohl nur in Frankreich möglich ist“, und ohne dass die Tragik den Spaß verdürbe. Daniel Sander von Spiegel Online sah „eine scharfe Satire, die auch als lockere Liebeskomödie funktioniert, die ein großes Herz hat und lieber Frohsinn verbreitet als schlechte Laune.“ Konträr waren die Ansichten zum Drehbuch: Rasant erzähle es „nie zu wenig und nie zu viel“, und nehme „auch gerne einmal eine verblüffende Wendung“ (NZZ). Es enthalte jedoch zu viele Zitate und auch habe Leclerc „wenig Talent zur Beiläufigkeit“ (Der Tagesspiegel).

### Gespräche
- Mit Sara Forestier in der Berliner Zeitung, 13. April 2011, S. 32: „Die Kunst schmeckt mir besser“
- Mit Michel Leclerc im Tagesspiegel, 14. April 2011, S. 27: „Keine Angst vor Mischlingen“
- Mit Michel Leclerc in epd Film, Nr. 4/2011, S. 47: Uns verbindet mehr als uns trennt

### Kritikenspiegel
Positiv
- Frankfurter Allgemeine Zeitung, 13. April 2011, S. 31, von Rüdiger Suchsland: In Frankreich gehört die Zukunft den Bastarden
- Neue Zürcher Zeitung, 28. April 2011, S. 51, von Alexandra Stäheli: Das Geheimnis der Namen
- Spiegel Online, 14. April 2011, von Daniel Sander: Sex gegen Gesinnung
- Tages-Anzeiger, 19. Juli 2012, Züritipp S. 11, von Pascal Blum: Faschisten flachlegen
- Die Welt, 14. April 2011, S. 24, von Barbara Schweizerhof: Der Feind in ihrem Bett

Eher positiv
- Cinema Nr. 4/2011, S. 36, von Ralf Blau: Der Name der Leute
- Der Tagesspiegel, 14. April 2011, S. 27, von Kerstin Decker: Missionarsstellung

Negativ
- epd Film Nr. 4/2011, S. 46–47, von Claudia Lennsen: Der Name der Leute